# 810

## Nașteri
- 20 iulie: Muhammad al-Bukhari  (d. 870)
- dată necunoscută: Papa Benedict al III-lea  (d. 858)
- dată necunoscută: Abbas ibn Firnas  (d. 887)
- dată necunoscută: Kenneth I al Scoției  (d. 858)
- dată necunoscută: Sfânta Casiana  (d. 865)

## Decese
- dată necunoscută: Abu Nuwas poet irakian (n. 756)
- 8 iulie: Pepin de Italia  (n. 777)
- dată necunoscută: Georgios Synkellos  (n. ?)